# 向かい飛車
| 9  | 8  | 7  | 6  | 5  | 4  | 3  | 2  | 1  |    |
|    |    |    |    |    |    |    |    |    | 一 |
|    |    |    |    |    |    |    |    |    | 二 |
|    |    |    |    |    |    |    |    |    | 三 |
|    |    |    |    |    |    |    |    |    | 四 |
|    |    |    |    |    |    |    |    |    | 五 |
|    |    | 歩 | 歩 |    |    |    |    | 歩 | 六 |
| 歩 | 歩 | 角 | 銀 | 歩 | 歩 | 歩 | 歩 |    | 七 |
|    | 飛 | 金 |    |    |    | 銀 | 玉 |    | 八 |
| 香 | 桂 |    |    |    | 金 |    | 桂 | 香 | 九 |

向かい飛車（むかいびしゃ、英: Opposing Rook）は、将棋の振り飛車戦法の一種である。先手ならば飛車を八筋に、後手ならば飛車を2筋に振る。

## 概要
相手の飛車先を逆襲しようと言うのがこの戦法の骨子である。三間飛車や四間飛車に倣って名前を決めると「二間飛車」となりそうだが、対抗型で相手の飛車と向き合っているので向かい飛車と呼ぶのが常である。相振り飛車になった場合には飛車は向き合わないが、この場合であっても向かい飛車と呼ぶ。

## 対抗型での向かい飛車
対抗型での向かい飛車は、互いの飛車が向き合うため、飛車の素抜きを注意しなければならない。囲いは美濃囲いが主だが、状況によっては囲わずに戦闘に入ることもある。また美濃囲いにしても左金は囲いに使用せず、図のように左翼で攻撃の駒として使う場合が多い。これは居飛車側に隙が出来たときに飛車交換を迫れるように指すためであり、この際に飛車を打ち込まれる隙を無くしている意味がある。通常の振り飛車とは違い、角道を止める向かい飛車でも居飛車穴熊と互角以上に戦うことができる。
近年では角道を止めずに指す戦法や、更に押し進めて自ら角交換を挑む戦法もある。

### 向かい飛車の種別
阪田流向かい飛車
坂田三吉が採用した力戦型。飛車先を金で受けることを特徴とする。
大野流向かい飛車
大野源一が採用した先手の戦法。後手を角交換へと誘導し、馬を作らせることを特徴とする。角交換されないときは5筋位取り中飛車に合流する。
升田流向かい飛車（升田式向かい飛車）
升田幸三が用いた角道を開けたまま駒組みをする戦法。
メリケン向かい飛車
アマ強豪の横山公望が考案した戦法。7筋の歩を7五まで進めるのが特徴。島朗の著書『島ノート』に登場する。
ダイレクト向かい飛車
角交換をして向かい飛車にする戦法。角交換四間飛車とは違い、最初に4筋に振らない。佐藤康光が最初に指した。
鬼殺し向かい飛車
角道を開けたまま向かい飛車にして駒組みをする戦法。相手から角交換されると鬼殺しに似た変化になる。島朗の著書『島ノート』に登場する。
菜々河流向かい飛車
角道を開けたまま向かい飛車にするが、角を△4四角型（▲6六角型）にして構える。

## 相振り飛車での向かい飛車
昔に比べメジャーとなってきた相振り飛車では、角交換に強い向かい飛車が指される事も多い。特に先手側では、向かい飛車にして玉を矢倉に囲うのがオーソドックスな指し方とされてきた。その優秀さから一時期は相向かい飛車が相振り飛車の主流となったが、昨今は千日手問題から採用例は少なくなっている。なお矢倉に組んだ相手には四間飛車ほどの攻撃力を発揮できないと言われているが、相振り飛車で最初から四間飛車に振るのは得策で無く（美濃などの矢倉以外の囲いにされてしまう）、向かい飛車から四間飛車に振り直すこともある。